# توزي (لاعب كرة قدم مواليد 1993)
أنطونيو خوسي بينهيرو كارفالهو المعروف بـ توزي مواليد (14 يناير 1993 في البرتغال - ) هو لاعب كرة قدم برتغال في مركز الوسط في نادي النصر الإماراتي.

## روابط خارجية
توزي على موقع الاتحاد الدولي (مؤرشف)  (الإنجليزية)
- توزي على موقع الاتحاد الأوربي (الإنجليزية)
- توزي على موقع قاعدة بيانات كرة القدم.إي يو (الإنجليزية)
- توزي على موقع Soccerway.com (الإنجليزية)
- توزي على موقع AS.com (الإسبانية)